# 姜醉媚
姜醉媚，清末谢家福虚构的宋高宗趙構少年时候的妾室，初封郡君。

## 生平
姜醉媚是高宗為康王時的妾室，靖康之難的时候，她和正妻邢秉懿，另外一名妾室田春羅以及康王的五個女兒都被金人俘虏。
宋高宗在南方即位後，金人將他家的女眷包括母亲韋賢妃、妻妾、女兒全部送入洗衣院做军妓。紹興五年（1135年），尚健在的宋高宗家女眷才被金国放出洗衣院，姜醉媚封为绍兴郡夫人，具体去向和卒年则不详。